# Rheocles derhami
Rheocles derhami is een straalvinnige vissensoort uit de familie van de bedotia's (Bedotiidae). De wetenschappelijke naam van de soort is voor het eerst geldig gepubliceerd in 2001 door Stiassny & Rodriguez.
De soort is endemisch in Madagaskar.